# سولت ليك (مدينة)
سولت ليك سيتي (بالإنجليزية: Salt Lake City)، وغالبا ما تختصر إلى سولت لايك أو SLC، هي عاصمة ولاية يوتا الأمريكية وأكبر مدنها سكانا. قدر عدد السكان بنحو 190,884 نسمة في عام 2014،  المدينة هي جوهر منطقة سولت لايك سيتي الحضرية، التي بلغ عدد سكانها 1,153,340 نسمة (تقدير عام 2014). تقع مدينة سولت ليك سيتي أيضا في منطقة عمرانية أكبر حجما تعرف باسم منطقة سولت ليك سيتي-أوغدن-بروفو الإحصائية. هذه المنطقة هي ممر للتنمية الحضرية والضواحي المتاخمة التي تمتد على طول حوالي 120 ميل (190 كم) من جبهة واساتش، التي تضم 2,423,912 حسب تقديرات عام 2014. وهي إحدى منطقتين حضريتين كبريين في الحوض العظيم (الأخرى هي رينو، نيفادا).
تأسست المدينة في عام 1847 على يد بريغهام يونغ وغيره من أتباع كنيسة يسوع المسيح لقديسي الأيام الأخيرة (المورمون) الذين كانوا يسعون للهروب من الاضطهاد الديني. وواجهوا أمامهم واديا قاحلا وقاسيا ثم قاموا بريه وزراعته، وبالتالي وضع الأساس لتأمين الحياة لعدد كبير من سكانها اليوم. ونظرا لقربها من البحيرة المالحة الكبرى، فقد سميت المدينة في الأصل «غريت سولت ليك سيتي»؛ ومع ذلك، تم إسقاط كلمة «غريت» من الاسم الرسمي في عام 1868 من قبل المجلس التشريعي الإقليمي السابع عشر لولاية يوتا. المدينة هي مقر كنيسة يسوع المسيح لقديسي الأيام الأخيرة.
ساهمت هجرة أعضاء الكنيسة من أنحاء العالم، وازدهار أعمال التعدين، وبناء أول سكة حديدية عبر القارات في النمو الاقتصادي، وسميت المدينة مفترق طرق الغرب. وقد اجتازها طريق لينكون السريع، وهو أول طريق سريع عابر للقارة، في عام 1913، ويتقاطع حاليا طريقان رئيسيان عبر المدينة، هما I-15 و I-80. ومنذ ذلك الحين، طورت مدينة سولت ليك سيتي صناعة سياحية ترفيهية قوية تقوم أساسا على التزلج، واستضافت دورة الألعاب الأولمبية الشتوية 2002. وهي المركز المصرفي الصناعي في الولايات المتحدة.

## وصلات خارجية
- الموقع الرسمي